# Martti Salminen
Martti Kaleva Salminen (Nurmijärvi, 9 novembre 1915 – Helsinki, 16 settembre 1970) è stato un cestista finlandese.

## Carriera
Con la Finlandia ha disputato i Campionati europei del 1939.